# Cecilio Apóstol
Cecilio Apóstol (ur. 22 listopada 1877, zm. 17 września 1938) – filipiński poeta, dziennikarz i prawnik.

## Życiorys
Urodził się w Manili. Absolwent prestiżowego Ateneo w rodzinnym mieście, studiował prawo na Universidad de Santo Tomás. Wcześnie postawił swoje pierwsze kroki literackie, jako siedemnastolatek opublikował, na łamach El Comercio, wiersz El terror de los mares índicos. Rewolucja filipińska (1896-1898) popchnęła go do działalności dziennikarskiej. Pisywał dla różnych periodyków, zwłaszcza zaś dla nacjonalistycznego La Independencia. Karierę dziennikarską kontynuował również podczas amerykańskich rządów na Filipinach, z głęboko krytycznym nastawieniem. Bronił interesów Filipińczyków, atakował Stany Zjednoczone w rozlicznych artykułach (między innymi La adquisición de Filipinas por América, El imperialismo en las elecciones de 1900, La lucha por la Asamblea legislativa i El pleito de los filipinos).
Pracował w manilskiej prokuraturze, znalazł się wśród członków założycieli filipińskiej akademii języka hiszpańskiego (Academia Filipina de la Lengua Española, AFLE). Poliglota, przełożył ilokański epos Biag ni Lamanga na kastylijski. Ceniony za swoją twórczość poetycką, o wyrazistym patriotycznym wydźwięku. Wiersze publikował głównie w prasie, czując niechęć do wydawania ich w zwartej formie. Odegrał znaczącą rolę w mitologizacji José Rizala. Najważniejszemu filipińskiemu bohaterowi narodowemu poświęcił liczne utwory, w tym czasem uznawany za arcydzieło Al héroe nacional (1898).
Pośmiertnie światło dzienne ujrzał jego tom poetycki Pentélicas (1941). Twórczość Apóstola była niegdyś jednym ze źródeł wykorzystywanych w nauce hiszpańskiego na Filipinach (zgodnie z Republic Act No. 1881).